# Namwon
Namwon is een stad in de Zuid-Koreaanse provincie Jeollabuk-do. De stad telt ruim 77.000 inwoners en ligt in het zuiden van het land. Namwon ontstond in het jaar 685 ten tijde van het Silla koninkrijk.

## Galerij

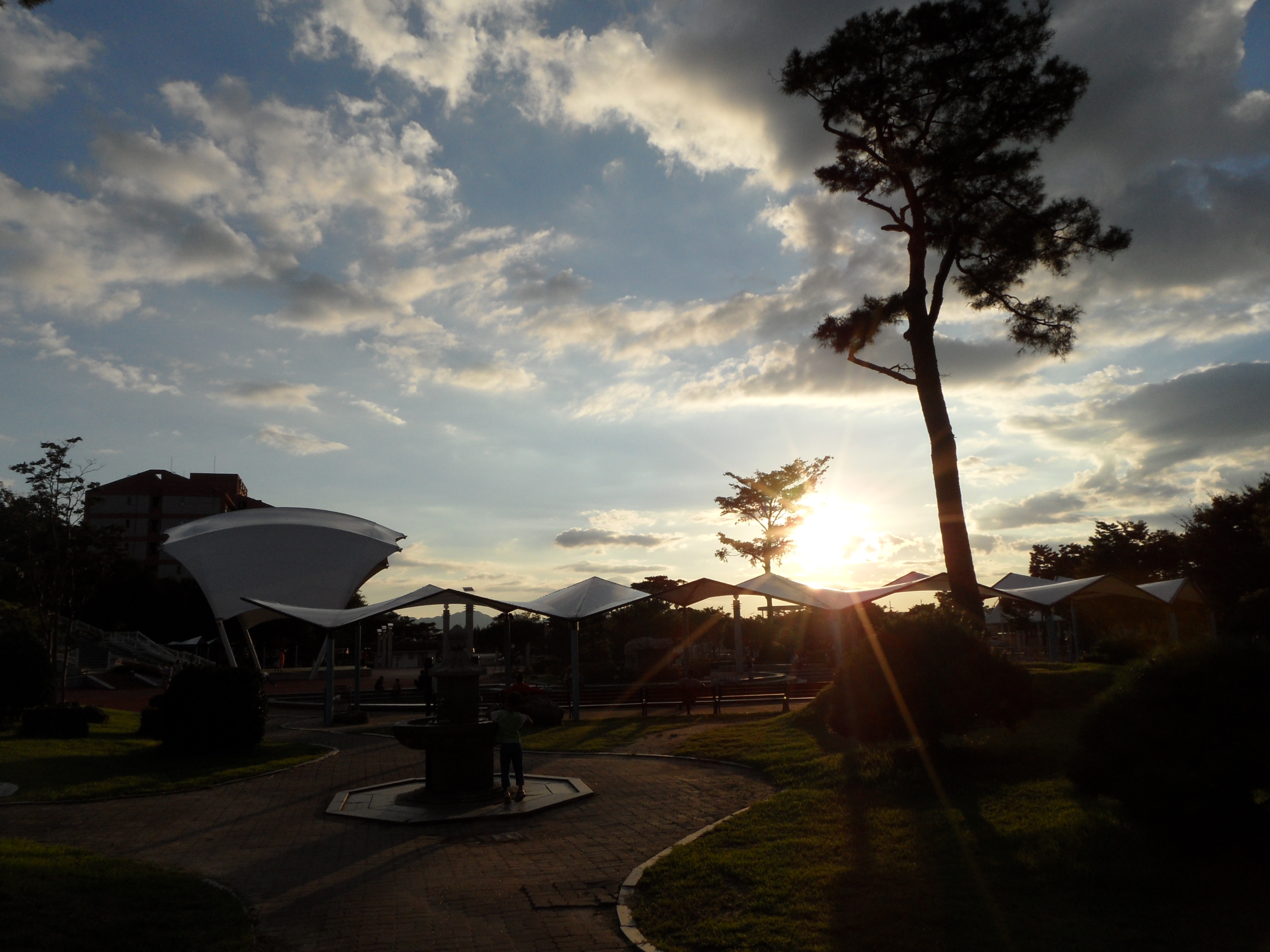
Namwon (2010)
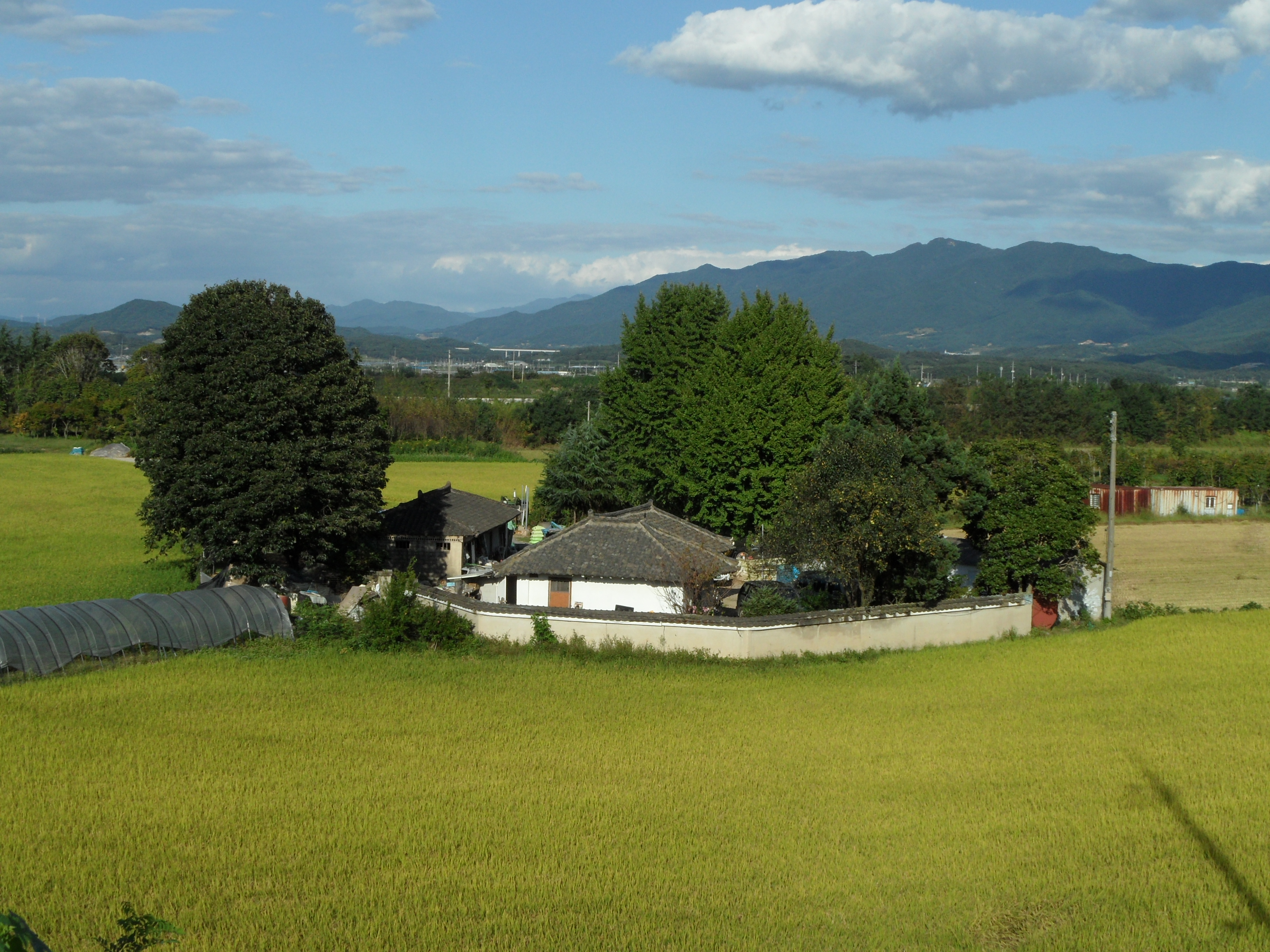
Namwon - Keumji Myeon (2010)
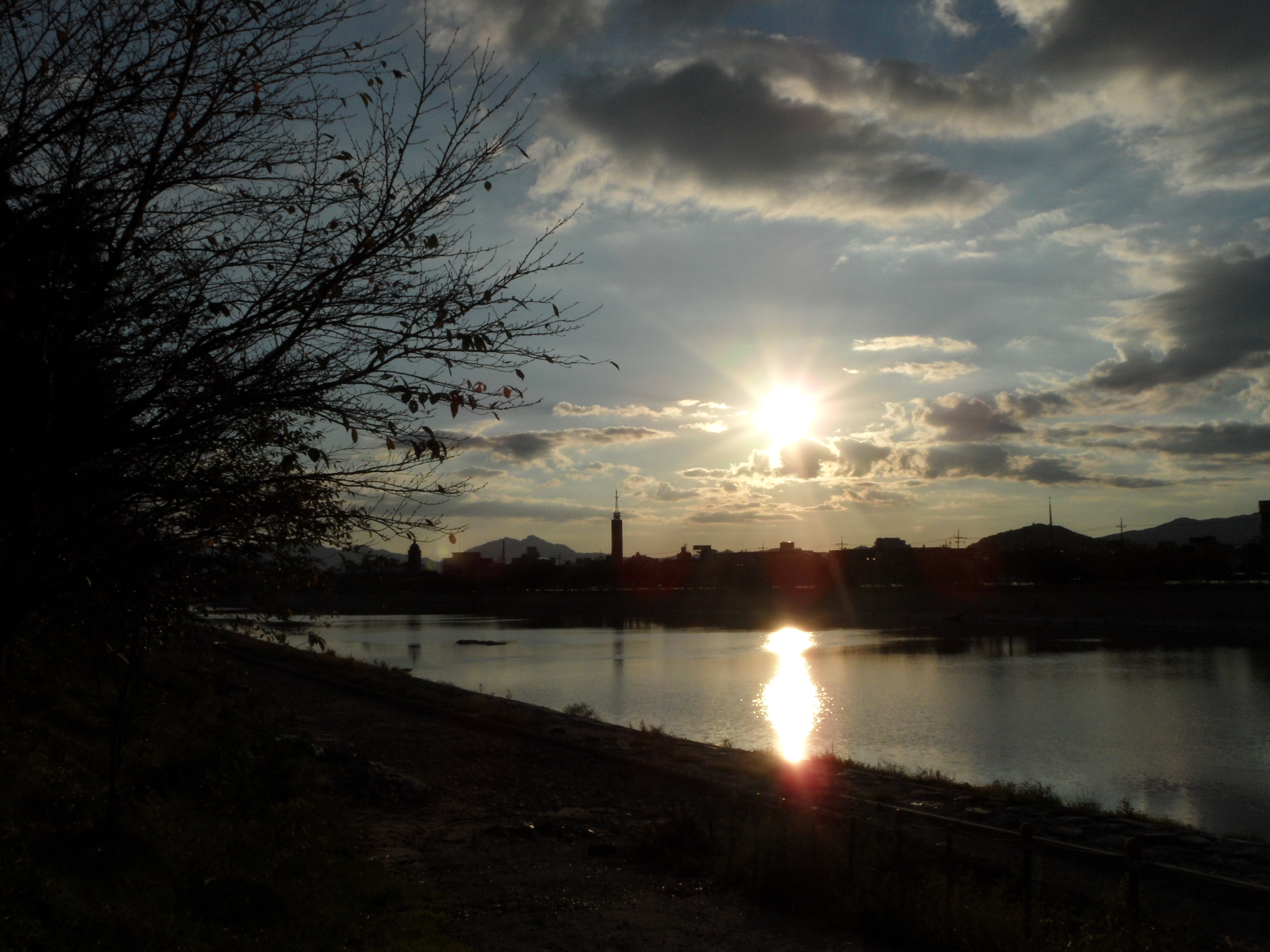
Namwon (2010)
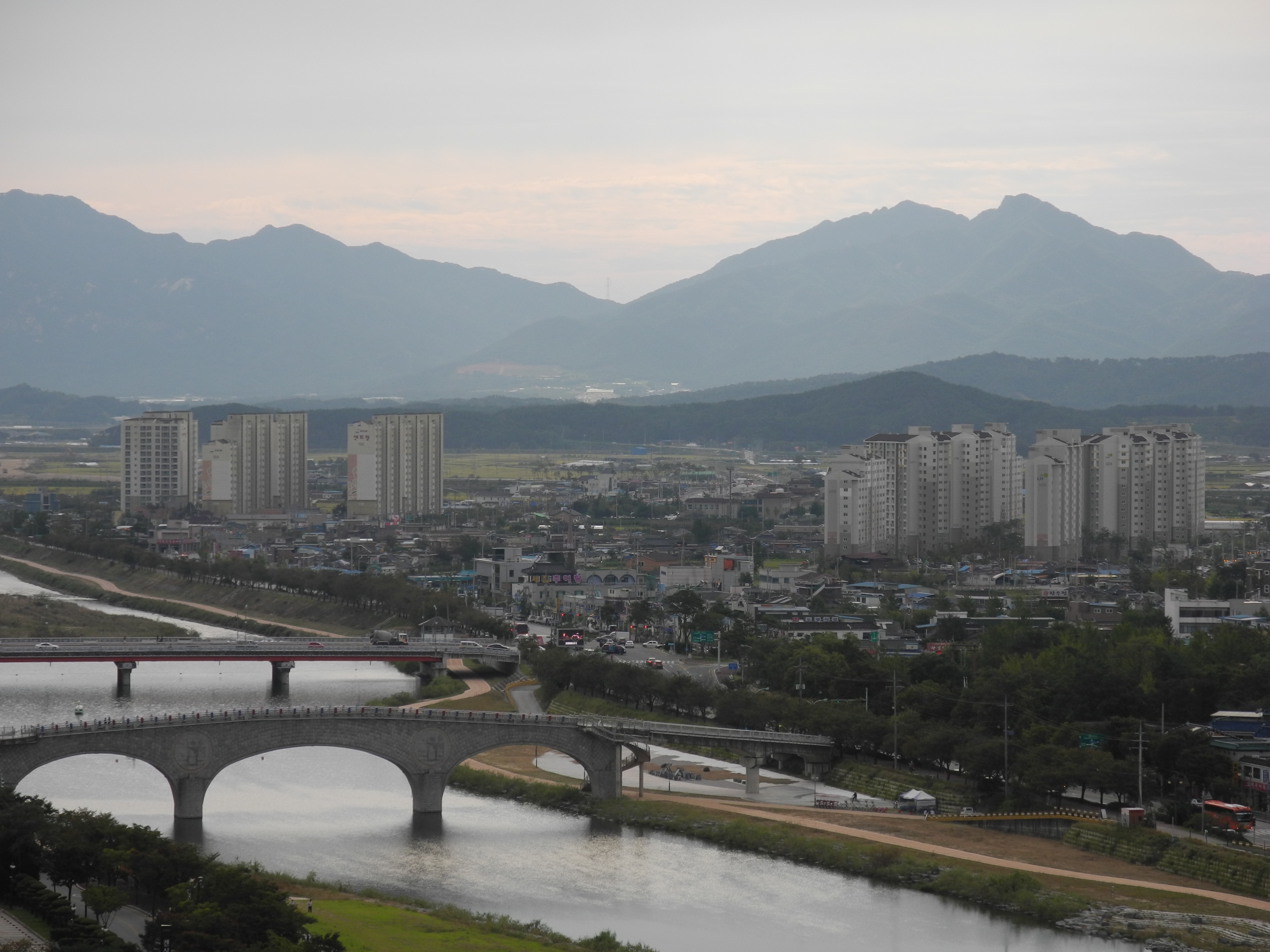
Namwon vanaf de berg Agibong (2012)

## Stedenbanden
- Seocho-gu, Zuid-Korea
- Yancheng, China
- Lompoc, Verenigde Staten